# Gherardo Cibo
Gherardo Cibo, también conocido por el alias de Ulisse Severini da Cingoli (Génova, 1512-Arcevia, 30 de enero de 1600) fue un artista y botánico italiano. El herbario seco que comenzó en 1532 se conserva en Roma y es el ejemplo más antiguo de este método inventado por sus contemporáneos en Italia. Las ilustraciones botánicas de Cibo muestran plantas sobre fondos de paisaje con detalles arquitectónicos y pequeños personajes.
Cibo dejó diarios de sus excursiones cotidianas e ilustraciones de paisajes. Estudió las obras de Plinio, Leonhart Fuchs y Pietro Andrea Mattioli. Mantuvo correspondencia con Mattioli y Ulisse Aldrovandi y Andrea Bacci. Las cartas y sus obras se encuentran dispersas en museos y archivos. Los libros procedentes de su biblioteca que ahora se conservan en la Biblioteca Angélica incluyen: De historia stirpium de Leonhart Fuchs, un ejemplar de la Historia dei semplici de García da Orta, así como las ediciones de 1548, 1558 y 1573 de Discorsi de Mattioli con ilustraciones añadidas por Cibo.
La parte más importante de le producción artística de Gherardo Cibo es el corpus de dibujos de paisajes realizados a tinta y pluma o con sanguina, y sus ilustraciones botánicas a acuarela y témpera. Más de 220 ilustraciones botánicas se encuentran en dos manuscritos iluminados conservados en la British Library (Add. Ms. 22332 y Add. Ms. 22333). Las ilustraciones de Cibo están ejecutadas con gran precisión y representan diferentes plantas, por lo general especies conocidas en Italia y los Apeninos centrales. Se sitúan ante fondos de paisaje de colores vivos que ambientan su hábitat natural, y que a veces incluyen escenas de la vida cotidiana o detalles de edificios. Las ilustraciones van acompañadas de comentarios botánicos tomados de los Discorsi de Pietro Andrea Mattioli (traducción al italiano, comentada y aumentada, de los textos del De materia medica de Dioscórides) y de observaciones del propio Cibo.